# Tunnel commun
 (février 2017).
Le Tunnel commun (norvégien : Fellestunnelen), parfois appelé la Ligne commune (Fellesstrekningen), est un tunnel de 7,3 kilomètres de long du métro d'Oslo qui traverse le Sentrum à Oslo, Norvège. 
Le nom vient du fait que les cinq lignes du métro utilisent ce tunnel, qui va de Majorstuen à Tøyen. La section contient six stations, incluant les quatre les plus fréquentées.
La section de Tøyen à Brynserg, bien qu'elle ne soit pas entièrement située dans le tunnel, est considérée comme une partie de celui-ci. À Majorstuen, la ligne se divise en trois : la ligne Røa, la ligne Holmenkollen et la ligne Sognsvann. À Tøyen, la ligne se sépare en la ligne Lambertseter et la ligne Grorud. Le tunnel est le goulet d'étranglement du métro, admettant 24 rames par heure dans chaque direction à l'ouest de Stortinget, et 28 à l'est de Stortinget.

## Route

Schéma du réseau du métro, montrant toutes les lignes traversant le Tunnel commun.

La Ligne commune est une ligne rapide à deux voies de 7,3 kilomètres de long allant de Majorstuen à Tøyen et maintenant jusqu'à Brynseng. La section de Tøyen à Brynseng est partiellement aérienne et est quelquefois considérée comme une partie du tunnel et de la Ligne commune. A Tøyen, la ligne Grorud se divise et continue après Carl Berners plass comme une partie du même tunnel De Carl Berners plass à Ensjø, il y a une branche à une voie qui permet aux trains d'accéder aux autres lignes de l'est sans avoir à changer de direction. Trois stations desservent le centre ville: Nationaltheatret, Stortinget et Jernbanetorget, alors que Majorstuen, Tøyen et Grønland desservent des zones résidentielles et commerciales.

## Histoire
Le tunnel a été premièrement construit en deux tunnels séparés qui se sont ensuite reliés. La compagnie Holmenkolbanen ouvre la section ouest du tunnel de  Majorstuen à Nationaltheatret, passant par Valkyrie plass, en 1928.
En 1966, le métro d'Oslo ouvre, incluant le tunnel de Tøyen par Grønland jusqu'à Jernbanetorget.
En 1977, la partie Est s'étend jusqu'au Sentrum, mais l'extension ferme en 1983 à cause de fuites d'eau. En 1987, la station Sentrum rouvre sous le nom de Stortinget, et devient le terminus des deux lignes. En 1993, la partie ouest devient un métro standard.